# Alaszka kongresszusi delegációinak listája
Ez a lista az Amerikai Egyesült Államok Alaszka államának szenátorait, illetve képviselőházi képviselőit sorolja föl. Alaszkát  Oroszország 1867-ben 7,2 millió dollárért adta el az Amerikai Egyesült Államoknak. Ezután három évig katonai, illetve a pénzügyminisztérium kiküldötte által közvetlen irányítás alá került a terület. Alaszka területi jogköre több alkalommal változott, de egészen az állam hivatalos megalakulásáig az Amerikai Egyesült Államok elnöke nevezte ki a kormányzóit. Végül  a washingtoni törvényhozás mindkét házának hozzájárulása után 1958. július 7-én Alaszkában népszavazást tartottak, amelynek nyomán a helyi lakosság túlnyomó többsége kérte a terület felvételét az amerikai szövetségi államok közé, a többi államéval azonos jogkörrel. Ugyanezen év november 25-én megválasztották az új tagállam kormányzóját, két szenátorát és egy kongresszusi képviselőjét. Alaszka 1959. január 3-án vált az Amerikai Egyesült Államok teljes jogú, negyvenkilencedik tagállamává.
A képviselőket két évente választják meg, a szenátorok közül az egyik a 2., a második pedig a 3. osztály tagja.

## Jelenlegi delegáció

### Képviselő
| Az Amerikai Egyesült Államok 115. kongresszusa képviselőházi tagja | Az Amerikai Egyesült Államok 115. kongresszusa képviselőházi tagja | Az Amerikai Egyesült Államok 115. kongresszusa képviselőházi tagja | Az Amerikai Egyesült Államok 115. kongresszusa képviselőházi tagja | Az Amerikai Egyesült Államok 115. kongresszusa képviselőházi tagja |
| Kép                                                                | Körzetének térképe                                                 | Párt                                                               | Hivatali idő kezdete                                               | A képviselő születési éve                                          |
| ------------------------------------------------------------------ | ------------------------------------------------------------------ | ------------------------------------------------------------------ | ------------------------------------------------------------------ | ------------------------------------------------------------------ |
| Don Young                                                          |                                                                    |                                                                    | 1973*                                                              | 1933                                                               |

## Alaszka szenátorai
| 2. osztályba tartozó szenátor        | Kongresszus                                                | 3. osztályba tartozó szenátor |
| ------------------------------------ | ---------------------------------------------------------- | ----------------------------- |
| Bob Bartlett (D)                     | Az USA 86. kongresszusa (1959–1961)                        | Ernest Gruening (D)           |
| Bob Bartlett (D)                     | Az USA 87. kongresszusa (1961–1963)                        | Ernest Gruening (D)           |
| Bob Bartlett (D)                     | Az USA 88. kongresszusa (1963–1965)                        | Ernest Gruening (D)           |
| Bob Bartlett (D)                     | Az USA 89. kongresszusa (1965–1967)                        | Ernest Gruening (D)           |
| Bob Bartlett (D)                     | Az USA 90. kongresszusa (1967–1969)                        | Ernest Gruening (D)           |
| Ted Stevens (R)                      |                                                            | Ernest Gruening (D)           |
| Az USA 91. kongresszusa (1969–1971)  | Mike Gravel (D)                                            |                               |
| Az USA 92. kongresszusa (1971–1973)  | Mike Gravel (D)                                            |                               |
| Az USA 93. kongresszusa (1973–1975)  | Mike Gravel (D)                                            |                               |
| Az USA 94. kongresszusa (1975–1977)  | Mike Gravel (D)                                            |                               |
| Az USA 95. kongresszusa (1977–1979)  | Mike Gravel (D)                                            |                               |
| Az USA 96. kongresszusa (1979–1981)  | Mike Gravel (D)                                            |                               |
| Az USA 97. kongresszusa (1981–1983)  | Frank Murkowski (R)                                        |                               |
| Az USA 98. kongresszusa (1983–1985)  | Frank Murkowski (R)                                        |                               |
| Az USA 99. kongresszusa (1985–1987)  | Frank Murkowski (R)                                        |                               |
| Az USA 100. kongresszusa (1987–1989) | Frank Murkowski (R)                                        |                               |
| Az USA 101. kongresszusa (1989–1991) | Frank Murkowski (R)                                        |                               |
| Az USA 102. kongresszusa (1991–1993) | Frank Murkowski (R)                                        |                               |
| Az USA 103. kongresszusa (1993–1995) | Frank Murkowski (R)                                        |                               |
| Az USA 104. kongresszusa (1995–1997) | Frank Murkowski (R)                                        |                               |
| Az USA 105. kongresszusa (1997–1999) | Frank Murkowski (R)                                        |                               |
| Az USA 106. kongresszusa (1999–2001) | Frank Murkowski (R)                                        |                               |
| Az USA 107. kongresszusa (2001–2003) | Frank Murkowski (R)                                        |                               |
| Lisa Murkowski (R)                   |                                                            |                               |
| Az USA 108. kongresszusa (2003–2005) |                                                            |                               |
| Az USA 109. kongresszusa (2005–2007) |                                                            |                               |
| Az USA 110. kongresszusa (2007–2009) |                                                            |                               |
| Mark Begich (D)                      | Az USA 111. kongresszusa (2009–2011)                       |                               |
| Mark Begich (D)                      | Az USA 112. kongresszusa (2011–2013)                       |                               |
| Mark Begich (D)                      | Az Amerikai Egyesült Államok 113. kongresszusa (2013–2015) |                               |
| Dan Sullivan (R)                     | Az Amerikai Egyesült Államok 114. kongresszusa (2015–2016) |                               |
| Dan Sullivan (R)                     | Az Amerikai Egyesült Államok 115. kongresszusa (2016–2017) |                               |

## A képviselőházba delegált - szavazattal nem rendelkező - képviselők
| Kongresszus    | Delegált                      |
| -------------- | ----------------------------- |
| 59 (1905–1907) | Frank Hinman Waskey (D)       |
| 60 (1907–1909) | Thomas Cale (I)               |
| 61 (1909–1911) | James Wickersham (R)          |
| 62 (1911–1913) | James Wickersham (R)          |
| 63 (1913–1915) | James Wickersham (R)          |
| 64 (1915–1917) | James Wickersham (R)          |
| 65 (1917–1919) | Charles August Sulzer (D)     |
| 65 (1917–1919) | James Wickersham (R)          |
| 66 (1919–1921) | Charles August Sulzer (D)     |
| 66 (1919–1921) | George Barnes Grigsby (D)     |
| 66 (1919–1921) | James Wickersham (R)          |
| 67 (1921–1923) | Daniel Alexaer Sutherland (R) |
| 68 (1923–1925) | Daniel Alexaer Sutherland (R) |
| 69 (1925–1927) | Daniel Alexaer Sutherland (R) |
| 70 (1927–1929) | Daniel Alexaer Sutherland (R) |
| 71 (1929–1931) | Daniel Alexaer Sutherland (R) |
| 72 (1931–1933) | James Wickersham (R)          |
| 73 (1933–1935) | Anony Joseph Dimond (D)       |
| 74 (1935–1937) | Anony Joseph Dimond (D)       |
| 75 (1937–1939) | Anony Joseph Dimond (D)       |
| 76 (1939–1941) | Anony Joseph Dimond (D)       |
| 77 (1941–1943) | Anony Joseph Dimond (D)       |
| 78 (1943–1945) | Anony Joseph Dimond (D)       |
| 79 (1945–1947) | Bob Bartlett (D)              |
| 80 (1947–1949) | Bob Bartlett (D)              |
| 81 (1949–1951) | Bob Bartlett (D)              |
| 82 (1951–1953) | Bob Bartlett (D)              |
| 83 (1953–1955) | Bob Bartlett (D)              |
| 84 (1955–1957) | Bob Bartlett (D)              |
| 85 (1957–1959) | Bob Bartlett (D)              |

## A képviselőház tagjai
| Kongresszus     | Körzet                     |
| Kongresszus     | Egész állam                |
| --------------- | -------------------------- |
| 86 (1959–1961)  | Ralph Julian Rivers (D)    |
| 87 (1961–1963)  | Ralph Julian Rivers (D)    |
| 88 (1963–1965)  | Ralph Julian Rivers (D)    |
| 89 (1965–1967)  | Ralph Julian Rivers (D)    |
| 90 (1967–1969)  | Howard Wallace Pollock (R) |
| 91 (1969–1971)  | Howard Wallace Pollock (R) |
| 92 (1971–1973)  | Nick Begich (D)            |
| 92 (1971–1973)  | Don Young(R)               |
| 93 (1973–1975)  |                            |
| 94 (1975–1977)  |                            |
| 95 (1977–1979)  |                            |
| 96 (1979–1981)  |                            |
| 97 (1981–1983)  |                            |
| 98 (1983–1985)  |                            |
| 99 (1985–1987)  |                            |
| 100 (1987–1989) |                            |
| 101 (1989–1991) |                            |
| 102 (1991–1993) |                            |
| 103 (1993–1995) |                            |
| 104 (1995–1997) |                            |
| 105 (1997–1999) |                            |
| 106 (1999–2001) |                            |
| 107 (2001–2003) |                            |
| 108 (2003–2005) |                            |
| 109 (2005–2007) |                            |
| 110 (2007–2009) |                            |
| 111 (2009–2011) |                            |
| 112 (2011–2013) |                            |
| 113 (2013–2015) |                            |
| 114 (2015-2016) |                            |
| 115 (2015-2016) |                            |

## Jelmagyarázat
| Know Nothing (Amerika-párt) (K-N)                  |
| Jackson-ellenes (Anti-J)–Nemzeti Republikánus (NR) |
| Adminisztráció-ellenes (Anti-Admin)                |
| Kőműves-ellenesek (Anti-M)                         |
| Konzervatív (Con)                                  |
| Demokrata (D)                                      |
| Dixiecrat–Államjog (SR)                            |
| Demokrata-Republikánus Párt (D-R)                  |
| Demokrata–Gazda–Munkáspárt (FL)                    |
| Föderalista (F)                                    |

| Szabad Demokrata (FS) |
| Ingyen Ezüst (FSv)    |
| Egyesülés (FU)        |
| Zöldhasú (GB)         |
| Zöld Párt (G)         |
| Jacksonian (J)        |
| Pártatlan Liga (NPL)  |
| Nullifier (N)         |
| Ellenzék (O)          |
| Populista (Pop)       |

| Adminisztráció-párti (Pro-Admin) |
| Progresszív (Prog)               |
| Szesztilalom (Proh)              |
| Helyreállító (Rea)               |
| Republikánus Párt (R)            |
| Szocialista (Soc)                |
| Unionista (U)                    |
| Whig (W)                         |
| Libertárius (L)                  |
| Függetlenek (I)                  |

## Életben lévő volt szenátorok
| Szenátor        | Hivatali idő | Osztály | Születési idő és életkor    |
| --------------- | ------------ | ------- | --------------------------- |
| Mike Gravel     | 1969–1981    | 3       | 1930. május 13. (94 éves)   |
| Frank Murkowski | 1981–2002    | 3       | 1933. március 28. (91 éves) |
| Mark Begich     | 2009–2015    | 2       | 1962. március 30. (62 éves) |